# Vollsjö församling (före 2002)
Vollsjö församling var en församling i Lunds stift. Församlingen uppgick 2002 i  Fränninge-Vollsjö församling.

## Administrativ historik
Församlingen har medeltida ursprung. 
Församlingen var till 2002 annexförsamling i pastoratet Fränninge och Vollsjö som från 1962 även omfattade Brandstads församling och från 1974 Öveds församling och Östra Kärrstorps församling. Församlingen uppgick 2002 i Fränninge-Vollsjö församling. 2010 återbildades församlingen med annan omftatning.

## Kyrkor
- Vollsjö kyrka